# Крушение на вокзале Монпарнас
Круше́ние на вокза́ле Монпарна́с произошло в Париже 22 октября 1895 года, когда пассажирский поезд, не сумев затормозить на уклоне, выбил путевой упор, выехал на перрон вокзала, пробил стену здания и рухнул с высоты на улицу. Распространённые фотографии выпавшего паровоза и упоминание в ряде произведений искусства сделали его одним из самых известных железнодорожных происшествий.
В 1967 году старый вокзал Монпарнас был полностью снесён; на его месте было построено новое здание.

## Хронология крушения

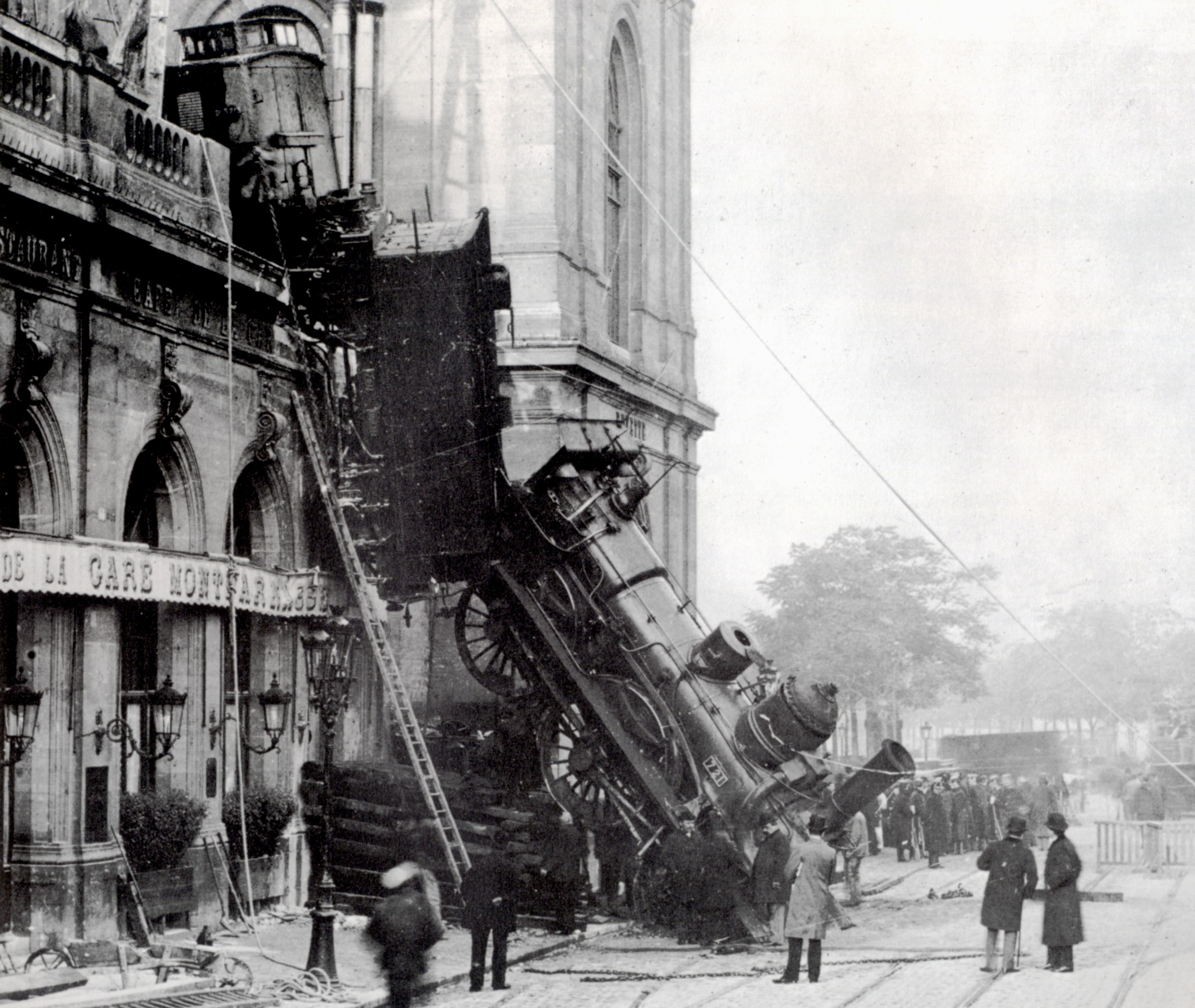
Вид на паровоз с другого ракурса

В 8:45 из Гранвиля в Париж отправился пассажирский поезд № 56. Вел его паровоз № 721 (тип 1-2-0), которым управляли машинист Гийом-Мари Пелерен (фр. Guillaume Marie Pellerin), чей рабочий стаж составлял уже 19 лет, и кочегар Виктор Гарнье (фр. Victor Garnier). Состав состоял из 12 вагонов: за локомотивом шли два багажных вагона, далее почтовый, после восемь пассажирских (в них ехал 131 пассажир), а замыкал ещё один багажный. Время прибытия на вокзал по расписанию было 15:55, но поезд к тому времени уже несколько опаздывал. В результате, когда до прибытия оставалось около десяти минут, машинист не стал применять на уклоне тормоза, как того требовала инструкция. При этом он не уследил за ростом скорости.
Начальник поезда Альбер Мариэтт (фр. Albert Mariette) попытался применить экстренное торможение, однако тормоза Вестингауза не сработали, так как машинист незадолго до этого получил указание не использовать данные тормоза, и поэтому попросту их отключил. За пару минут до прибытия Пелерен наконец применил вспомогательный и ручной тормоза, но так как скорость на уклоне к тому времени уже значительно возросла, то тормоза не успели остановить поезд. В 16 часов паровоз на большой скорости (примерно 40 км/ч) выбил путевой упор и выехал на перрон старого Западного вокзала (ныне переименованного в вокзал Монпарнас). Далее он проехал всю станцию (около 30 метров), врезался в переднюю стену толщиной 60 см, выбил её и с высоты десяти метров рухнул на улицу Ренн (фр. Rue de Rennes). Все пассажирские вагоны при этом остались на перроне.

## Последствия
В результате крушения ранения получили пять человек: паровозная бригада, два пассажира поезда и пожарный, но они остались живы. Единственной жертвой катастрофы стала продавщица вечерних газет Мари-Огюстин Агилар (фр. Marie-Augustine Aguilard), на киоск которой упала обвалившаяся стена. Женщина в тот день подменяла своего мужа, который позже заявил по поводу её гибели:

Она умерла, погибла на месте. Она вязала, сидя в киоске. И вот я остался один с нашими двумя мальчиками.
Оригинальный текст (фр.)Elle est morte, tuée sur le coup. Elle tricotait, assise sur les marches de la buvette. Et me voilà seul avec mes deux petits garçons.

Западная железная дорога полностью оплатила похороны продавщицы и установила пенсию для двух её детей. Машиниста Гийома-Мари Пелерена приговорили к тюремному сроку в два месяца условно, а также к выплате штрафа в 50 франков родственникам погибшей. Начальника поезда приговорили к штрафу в 25 франков.

## Культурные аспекты

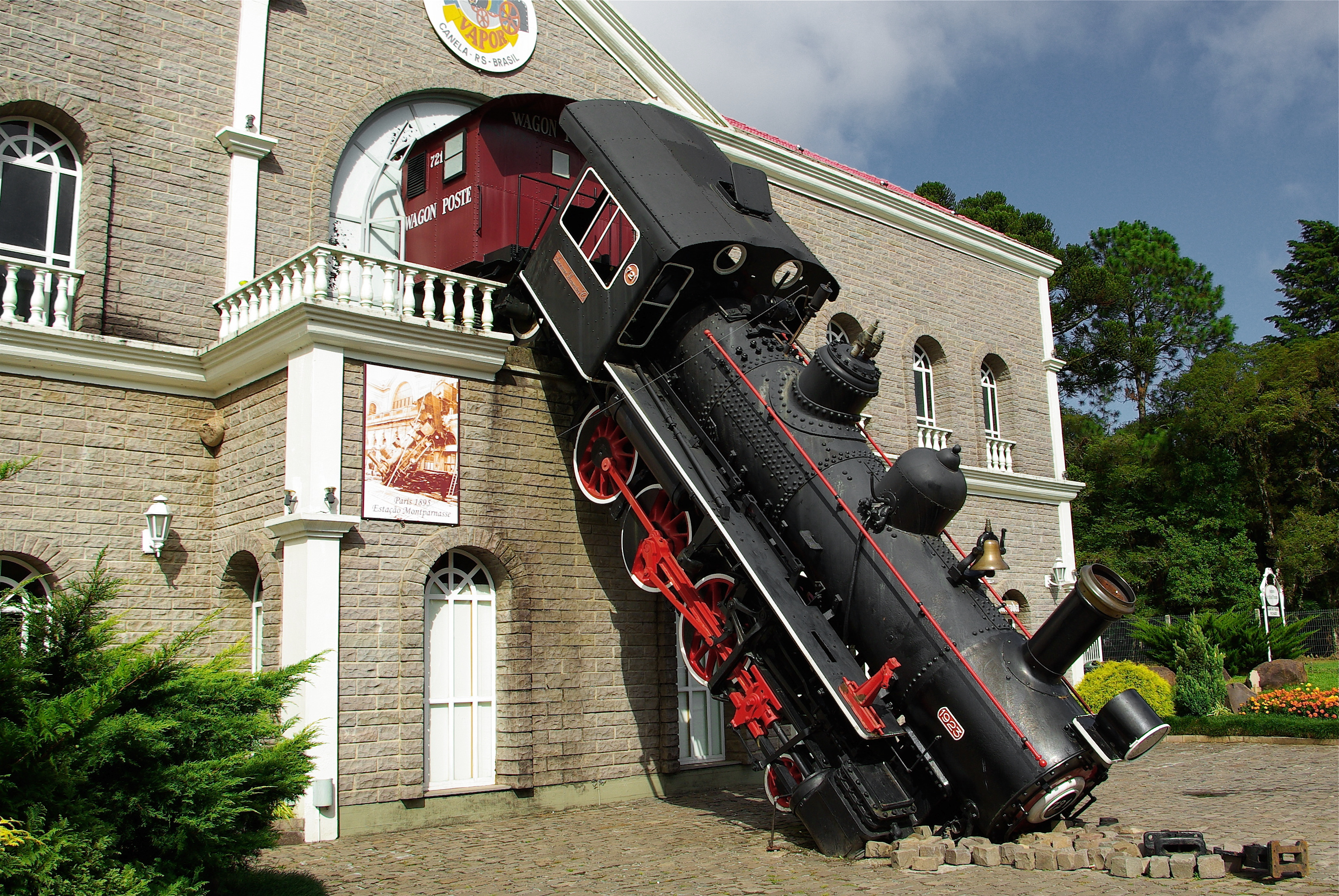
Реплика крушения

- В Канеле (штат Риу-Гранди-ду-Сул, Бразилия) в тематическом парке паровых двигателей Mundo a Vapor была создана реплика, посвящённая крушению.
- Фотография крушения является обложкой нескольких музыкальных альбомов, в том числе Lean into It (1991) хард-рок-группы Mr. Big и Scrabbling At The Lock (1993) группы The Ex и Тома Кора.
- Фотография крушения является обложкой книги Тейлора Дж. «Введение в теорию ошибок».
- Крушение присутствует в детском рассказе «Изобретение Хьюго Кабре» («Invention of Hugo Cabret») Брайана Селзника, а также в его экранизации — «Хранитель времени» Мартина Скорсезе.
- Умноженная перерисовка фотографии появляется в начальных сценах мультфильме А.Хржановского «Королевский бутерброд»
- Мультсериал «Томас и его друзья», серия «Гордону лучше видно»